# Katastrophenfall
Der Katastrophenfall ist sowohl eine Bezeichnung im staatlichen Katastrophenschutz als auch allgemein bei Sicherheitsbetrachtungen technischer Anlagen und Gebäude von Industrie und Wirtschaft. Erst formalisierte Beschreibungen von Katastrophen erlauben die Planung von wirksamen Alarm- und Sicherheitsmaßnahmen. Durch das Feststellen eines Katastrophenfalles finden im betroffenen Gebiet die entsprechenden Vorschriften über die Rechte, Pflichten und Einsatzpläne während einer Katastrophe ihre volle Anwendung. Vielfach wird im Fachjargon wie auch in Dokumentationen die Abkürzung K-Fall (auch Kat-Fall) verwendet. Die betroffene Bevölkerung wird mit Rundfunkdurchsagen, Sirenen- und Lautsprecherwarnungen, Pressemitteilungen sowie ortsüblichen  Bekanntmachungen informiert.

## Abgrenzung

### In Deutschland
Das Feststellen des Katastrophenfalles ist in Deutschland eine öffentlich-rechtliche Entscheidung und obliegt dem Hauptverwaltungsbeamten (in der Regel der Landrat oder Oberbürgermeister in kreisfreien Städten). Mit Feststellung der Katastrophe gehen die Einsatzleitung und die Kostentragungspflicht auf dessen Behörde über. Ab diesem Zeitpunkt kann von den Ermächtigungen der jeweiligen Landeskatastrophenschutzgesetze Gebrauch gemacht werden. Im Gegensatz dazu kann die Feuerwehr selbstständig den Ausnahmezustand erklären – mit dem Zweck kurzfristig zusätzliche Einsatzkräfte bei einem außergewöhnlichen Einsatzaufkommen oder einer Großschadenslage zu aktivieren.
Die Katastrophenschutzgesetze der Bundesländer stellen besondere Ordnungsgesetze dar. Ungeachtet der nicht wenigen Parallelen zu den allgemeinen Ordnungs- und Polizeigesetzen der Länder unterscheiden sie sich vom allgemeinen Ordnungsrecht durch ein feststellendes Instrument: die Feststellung des Katastrophenfalls. Bis auf die Bundesländer Bremen, Nordrhein-Westfalen und Rheinland-Pfalz enthalten sämtliche Landeskatastrophenschutzgesetze Regelungen über die Katastrophenfallfeststellung. Das brandenburgische Brand- und Katastrophenschutzgesetz schreibt hierzu exemplarisch vor: „Die untere Katastrophenschutzbehörde stellt Eintritt und Ende des Katastrophenfalles fest und macht dies unter Angabe des Umfangs des betroffenen Gebiets in geeigneter Weise öffentlich bekannt.“ Der genaue Wortlaut und die Begrifflichkeiten variieren zwischen den landesgesetzlichen Vorschriften. Deshalb kann als Oberbegriff auch „Katastrophenerklärung“ verwendet werden. Die Zuständigkeit für die Katastrophenerklärung liegt bei den unteren Katastrophenschutzbehörden. Da die Feststellung des Katastrophenfalls eine besondere Maßnahme des Katastrophenschutzes darstellt, fällt sie grundsätzlich in den Aufgabenbereich der regulär für den Katastrophenschutz zuständigen Behörden, d. h. der Kreise und kreisfreien Städte. Sämtliche Katastrophenschutzmaßnahmen unterliegen der Revision durch die übergeordneten Katastrophenschutzbehörden, so dass auch hinsichtlich der Katastrophenfallfeststellung eine Einflussnahme durch die Katastrophenschutzaufsichtsbehörden möglich ist. Im Rahmen ihrer Leitungs- und Kontrollgewalt können die übergeordneten Behörden die Erklärung des Katastrophenfalls anordnen.
Die Entscheidung hat immer auch erhebliche finanzielle Folgen. Die Feststellung oder Nicht-Feststellung des Katastrophenfalls kann weitreichende juristische Konsequenzen haben:

#### Schadensregulierung
In versicherungsrechtlicher Sicht ist sie nach bundesdeutschem Verständnis ein Schadensereignis, welches objektiv deutlich über die Ausmaße von Schadensereignissen des täglichen Lebens hinausgeht und dabei Leben und Gesundheit zahlreicher Menschen, erhebliche Sachwerte oder lebensnotwendige Versorgungsmaßnahmen für die Bevölkerung erheblich gefährdet oder einschränkt.

#### Höhere Gewalt
Als höhere Gewalt (Rechtssprache) wird in der Regel bezeichnet, was eine Katastrophe ohne Einwirkung technischer Systeme verursacht oder ohne sich wirksamen Einfluss des Opfers ereignet (zum Beispiel Naturkatastrophe). Je nach Vertragsbedingungen (z. B. Versicherungsvertrag) sind solche Risiken aus der Regulierung ausgeschlossen.

### In Österreich
Wird eine Stadt oder ein Gebiet von den Hilfskräften zum Katastrophenfall erklärt, bedeutet dies, dass die Einsatzleitung von den Hilfskräften (z. B.: Freiwillige Feuerwehr) an die Behörden übergeben wird. Dies soll zu einem besseren Einsatz sowie Koordination der Hilfskräfte führen.

### In der Schweiz
In der Schweiz ist im Katastrophenfall der Zivilschutz als staatlich-zivile Organisation primär bei Katastrophen und Notlagen (Naturkatastrophen), sekundär bei bewaffneten Konflikten für den Schutz, die Rettung und die Betreuung von Personen sowie den Schutz von Kulturgütern (Kulturgüterschutz) zuständig.

### Beispiele von Feststellungen des Katastrophenfalls

#### Deutschland
- 2020/2021 Freistaat Bayern wegen COVID-19-Pandemie (insbes. Kapitel „Katastrophenfall vom 9. Dezember 2020 bis 6. Juni 2021“)
  - 16. März 2020[5][6][7] bis einschließlich 16. Juni 2020[8]
  - 9. Dezember 2020[9][10][11] bis einschließlich 6. Juni 2021
  - 11. November 2021[12] bis einschließlich 11. Mai 2022[13]
- 2022: Freistaat Bayern wegen Russischer Überfall auf die Ukraine ab dem 10. März 2022[14] (formal nicht festgestellt, da noch der Katastrophenfall vom 11. November 2021 galt)[15]